# Чемпионат Беларуси по кёрлингу среди смешанных команд 2018
Чемпионат Белоруссии по кёрлингу среди смешанных команд 2018 проводился с 29 марта по 1 апреля 2018 в городе Минск на арене «Минск-Арена».
В чемпионате принимало участие 8 команд.
Победитель чемпионата получал право как смешанная сборная Белоруссии выступать на чемпионате мира 2018, который состоится в октябре 2018 в городе Келоуна (Канада).
Победителями чемпионата стала (в 1-й раз в своей истории) команда скипа Ильи Шоломицкого, победившая в финале команду скипа Натальи Рудницкой. Бронзовые медали завоевала команда скипа Павла Петрова, победившая в матче за 3-е место команду скипа Андрея Юркевича.

## Формат турнира
Команды делятся на 2 группы, где играют по круговой системе в один круг. По две лучшие команды из каждой проходят в плей-офф, где розыгрыш проводится по олимпийской системе: полуфиналы (1-я команда группы А играет со 2-й командой из группы B, и наоборот), матч за 3-е место и финал. Команды, не попавшие в полуфиналы, играют матчи за 5-е и 7-е место.
Игра ведётся по времени, хронометраж — 90 минут. Тайм-ауты не предполагаются. Сигнал будет звучать по истечении 90 минут, после завершения которого команды должны завершить текущий энд и сыграть ещё один, но не более 8 эндов. При необходимости играется экстра-энд
Матчи в финальной стадии играются до 8 эндов.

## Составы команд
| Четвёртый           | Третий              | Второй               | Первый            |
| ------------------- | ------------------- | -------------------- | ----------------- |
| Группа A            |                     |                      |                   |
| Илья Шоломицкий     | Сюзанна Ивашина     | Евгений Тамкович     | Татьяна Торсунова |
| Александр Демещенко | Николай Козловский  | Александра Курилкина | Елизавета Трухан  |
| Дмитрий Баркан      | Маргарита Дешук     | Виталий Бурмистров   | Алина Павлючик    |
| Дмитрий Рудницкий   | Дарья Богатова      | Алексей Смотрин      | Наталья Рудницкая |
| Группа B            |                     |                      |                   |
| Павел Петров        | Полина Петрова      | Николай Криштопа     | Евгения Орлис     |
| Андрей Юркевич      | Наталия Свержинская | Евгений Клевец       | Инесса Павлючик   |
| Арина Свержинская   | Макар Баркан        | Света Плешак         | Казимир Юркевич   |
| Антон Кручина       | Ирина Белько        | Дмитрий Сюхин        | Екатерина Чечет   |

(скипы выделены полужирным шрифтом)

## Итоговая классификация
| Место | Команда (скип)      | И | В | П |
| ----- | ------------------- | - | - | - |
| 1     | Илья Шоломицкий     |   |   |   |
| 2     | Наталья Рудницкая   |   |   |   |
| 3     | Павел Петров        |   |   |   |
| 4     | Андрей Юркевич      |   |   |   |
| 5     | Дмитрий Баркан      |   |   |   |
| 6     | Антон Кручина       |   |   |   |
| 7     | Арина Свержинская   |   |   |   |
| 8     | Александр Демещенко |   |   |   |